# Anna Korzeniewska-Lasota
Anna Korzeniewska-Lasota – polska historyk i prawnik, dr hab. nauk prawnych, adiunkt Instytutu Prawa i Administracji Akademii Pomorskiej w Słupsku i Katedry Historii Prawa Polskiego i Filozofii Prawa Wydziału Prawa i Administracji Uniwersytetu Warmińsko-Mazurskiego w Olsztynie.

## Życiorys
W 1999 ukończyła studia politologiczne w Wyższej Szkole Pedagogicznej w Olsztynie, a rok później studia prawnicze na Uniwersytecie Mikołaja Kopernika w Toruniu. 19 października 2004 obroniła pracę doktorską Życie społeczne i religijne Ukraińców na Warmii i Mazurach w latach 1947–1970, 21 października 2019 uzyskała stopień doktora habilitowanego nauk prawnych po przedstawieniu rozprawy Państwo, właściciele i ich spadkobiercy wobec mienia pozostawionego przez obywateli polskich w województwach wschodnich międzywojennej Rzeczypospolitej. Studium historyczno-prawne. Objęła funkcję adiunkta w Katedrze Historii Prawa Polskiego i Filozofii Prawa na Wydziale Prawa i Administracji Uniwersytetu Warmińsko-Mazurskiego w Olsztynie oraz w Instytucie Prawa i Administracji Akademii Pomorskiej w Słupsku.
Była związana z Platformy Obywatelską. W 2010 kandydowała na radną miejską w Działdowie, zaś w wyborach w 2011 na posłankę.
Żona Michała Lasoty.